# Người lính đặc nhiệm
Người lính đặc nhiệm là bộ phim dài tập thể loại trinh thám, hình sự của Việt Nam năm 2010 do nhà văn Mai Vũ viết kịch bản, Nguyễn Trung Thực đạo diễn, Hãng phim Điện ảnh Công an nhân dân và Điện ảnh chiều thứ bảy sản xuất. Bộ phim lấy bối cảnh thành phố Hải Phòng trong thời kỳ Đổi Mới dựa theo các chuyên án Đội đặc nhiệm H88 - Công an thành phố Hải Phòng.

## Diễn viên
- Phạm Cường trong vai Nguyễn Thức
- Thiện Tùng trong vai Hoàng Dương
- Ngọc Bích trong vai Hồng Nhung
- Tạ Minh Thảo trong vai
- Phùng Thị Kim Thoa trong vai Sư thầy

## Sản xuất
Bộ phim ban đầu có tựa đề Đội đặc nhiêm H88, dựa theo các vụ án của đội lực lượng H88, Công an thành phố Hải Phòng được lên kế hoạch sản xuất 3 tập đầu trong năm 2006, với tên gọi: “Giang hồ đất Cảng”, “Nữ hoàng không ngai” và “Thủy quái trên sông Bạch Đằng”.
Bộ phim bắt đầu ghi hình từ tháng 11 năm 2007 với 3 vụ án điển hình trong số hàng chục chuyên án của H88.

## Giải thưởng
| Năm  | Giải thưởng         | Hạng mục                | (Người) đề cử | Kết quả       | Tham khảo   |
| ---- | ------------------- | ----------------------- | ------------- | ------------- | ----------- |
| 2011 | Giải Cánh diều 2010 | Phim truyện truyền hình | —             | Cánh diều Bạc | [ 5 ] [ 6 ] |